# 布倫丹·羅傑斯 (棒球員)
布倫丹·奧斯汀·羅傑斯（英語：Brendan Austin Rodgers，1996年8月9日—），為美國職棒大聯盟的內野手，目前效力於休士頓太空人，他先前曾效力於科羅拉多洛磯。他是2015年美國職棒大聯盟選秀的選秀探花。

## 職業生涯
羅傑斯出身於足球世家，不過他在5歲時接觸了棒球。當時他是由他一個好朋友的父親來教他棒球，奠定了他的棒球基礎。

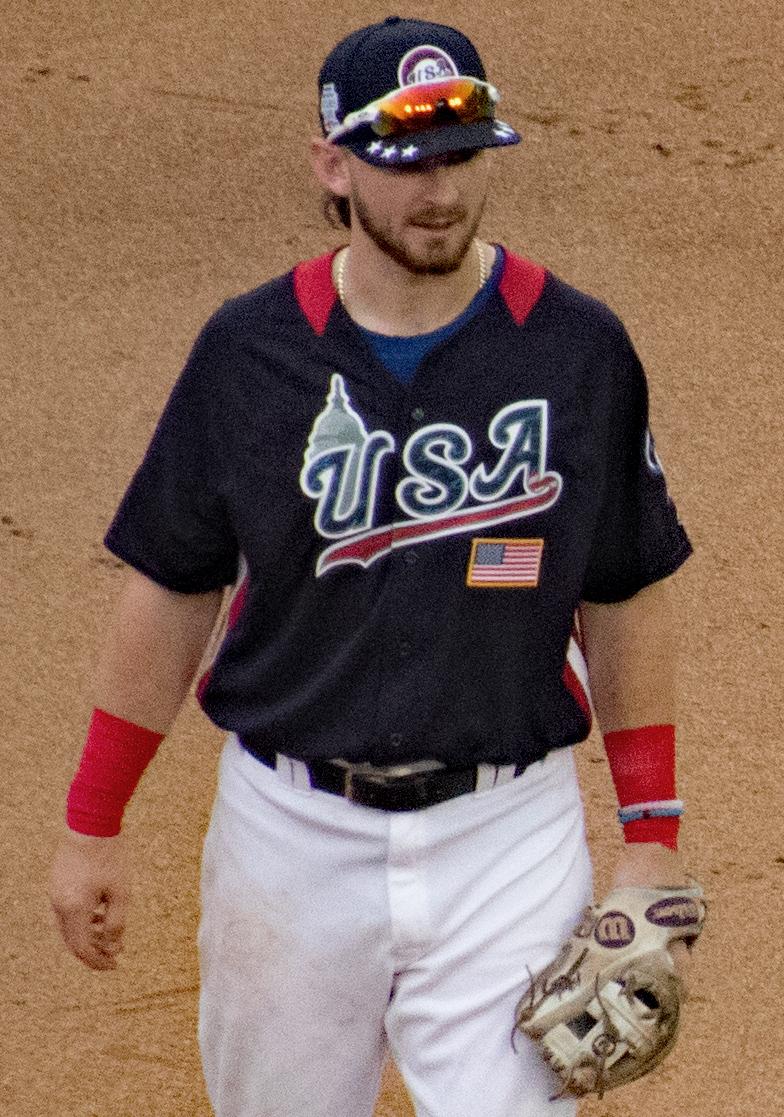
在2018年未來之星明星賽亮相的羅傑斯

羅傑斯在大二時就曾差點打出單季4成打擊率，後來他在2015年大聯盟選秀被洛磯隊選走，成為那年的選秀探花。他和球隊簽約後加入新人聯盟，打擊率2成73，並敲出3轟與20分打點。2016年，他在1A繳出2成81的打擊率，另敲出19轟與73分打點。2017年，他在高階1A及2A打球。打擊率為3成36，並敲出18轟與64分打點。2018年季中，他升上3A。整年他的打擊率為2成68，並敲出17轟與67分打點。
2019年5月17日，羅傑斯成功升上大聯盟。整年他出賽25場比賽，打擊率為2成24，另有7分打點。
2020年，羅傑斯在縮水賽季僅出賽7場比賽，打擊率連1成都不到，只有2分打點。

## 外部連結
- 球員資訊和成績在MLB ，ESPN ，Retrosheet ，Baseball Reference ，Baseball Reference (Minors) ，Fangraphs ，The Baseball Cube （英文）
- 布倫丹·羅傑斯的X（前Twitter）
- 布倫丹·羅傑斯的Instagram帳戶